# Hloupé písně o lásce
Hloupé písně o lásce (v anglickém originále Silly Love Songs) je dvanáctá epizoda druhé série amerického muzikálového televizního seriálu Glee a v celkovém pořadí třicátá čtvrtá epizoda. Tuto epizodu s tématem dne sv. Valentýna napsal tvůrce seriálu Ryan Murphy, režíroval ji Tate Donovan a měla premiéru dne 8. února 2011 na americkém televizním kanálu Fox. V této epizodě vedoucí sboru Will Schuester (Matthew Morrison) dá jako úkol členům sboru, aby zpívali písně o lásce na počest svatého Valentýna. Člen sboru Finn Hudson (Cory Monteith) si pro tu příležitost zřizuje líbací stánek, aby využil své náhlé popularity a pomohl získat peníze pro sbor. V Daltonově akademii se Blaine Anderson (Darren Criss) a sbor Slavíci (Warblers) rozhodnou vystoupit s hudebním číslem mimo akademickou půdu a Kurt Hummel (Chris Colfer) přiznává svou lásku k Blainovi.
Epizoda se shledala s pochvalnými reakcemi kritiků, kteří zvláště chválili dobře plynoucí vývoj postav a hudební vystoupení. Melissa Maerz z Los Angeles Times, Todd VanDerWerff z The A.V. Club a Lisa de Moraes z The Washington Post považovali děj epizody jako zábavný, zatímco Joel Keller z TV Squad díl nazval "nejlepší epizoda celé série". Epizoda obsahuje coververze šesti písní, včetně "P.Y.T." od Michaela Jacksona a "My Funny Valentine" z muzikálu Babes in Arms. Mnoho cover verzí a hudebních vystoupení se setkali s pozitivními ohlasy kritiků a fanoušků a mnoho chválili Glee verze písní "Fat Bottomed Girls" od skupiny Queen a "Silly Love Songs" od Paula McCartneyho. Všechny písně s výjimkou "My Funny Valentine" byly vydány jako singly a jsou dostupné ke stažení.
V den vysílání sledovalo epizodu téměř 11,58 milionů amerických diváků. Celková sledovanost i rating šly od předchozí epizody Sue v rozpacích rapidně dolů, protože se předchozí epizoda vysílala ihned po Super Bowlu.

## Děj epizody
Vedoucí sboru Will Schuester (Matthew Morrison) dá pro tento týden pro New Directions jako úkol písně o lásce. Puck (Mark Salling) je zamilovaný do nejnovější členky sboru Lauren Zizes (Ashley Fink) a proto ji jako vyznání lásky zazpívá "Fat Bottomed Girls" od skupiny Queen. Lauren jeho výběr písně urazí a odmítá s ním jít na schůzku na den sv. Valentýna, ale nakonec souhlasí, že spolu stráví Valentýna jako přátelé.
Artie Abrams (Kevin McHale) a Mike Chang (Harry Shum, Jr.) slaví své vztahy písní "P.Y.T. (Pretty Young Thing)" od Michaela Jacksona, kterou zpívají pro své přítelkyně Brittany Pierce (Heather Morris) a Tinu Cohen-Chang (Jenna Ushkowitz). Tina později před sborem zazpívá Mikovi píseň "My Funny Valentine", ale emoce ji překonají a tak začne při zpěvu plakat.
Finn Hudson (Cory Monteith) si zakládá líbací stánek, aby bral výhody ze své popularity a doufá, že políbí také svou bývalou přítelkyni Quinn Fabray (Dianna Agron). Také chce vybrané peníze za polibky věnovat sboru. Quinn si zpočátku odmítá koupit polibek od Finna, ale nakonec na to přistoupí kvůli naléhání svého přítele Sama Evanse (Chord Overstreet), který je ohledně jejich vztahu podezřívavý. Polibek podnítí city Finna a Quinn pro toho druhého a začínají spolu mít aférku. Santana Lopez (Naya Rivera), je vzteklá, že její špatné chování bylo často členy klubu vyzdvihováno a rozhodne se předat Finnovi v líbacím stánku mononukleózu, aby odhalila jeho nevěru s Quinn. Finnova poslední bývalá přítelkyně Rachel Berry (Lea Michele) je zděšena jeho obnovenými city ke Quinn, ale nakonec se soustředí na svou kariéru než na romantiku a zpívá se zpěvačkami s New Directions "Firework" od Katy Perry.
Na Daltonově akademii, soukromé chlapecké škole, kterou navštěvuje bývalý člen New Directions, Kurt Hummel (Chris Colfer), ohlásí objekt jeho zájmu Blaine Anderson (Darren Criss), že chce zpívat píseň o lásce tomu, do koho je zamilovaný. Kurt věří, že to je on, ale je zklamaný, když zjistí, že Blainovou láskou je Jeremiah (Alexander Nifong), asistent manažera v místním obchodě Gap (Podobně jako zápletka z "A Very Potter Musical", kde si Ginny myslí, že Harry (kterého hraje Darren) je do ní zamilovaný, ten je ale zakoukaný do Cho Chang). Sbor Daltonovy akademie, Slavíci, doprovází Blaina, když mu vyznává lásku písní "When I Get You Alone" od Robina Thicke. Jeremiah je následně vyhozen z práce a Blaina odmítne. Kurt Blainovi přizná své city k němu a Blaine mu řekne, že mu na něm záleží, ale je špatný v romantice a nechce riskovat poškození jejich přátelství. Epizoda končí, když se sejdou členové New Directions v místní restauraci Breadstix, kde Slavíci v čele s Blainem zpívají "Silly Love Songs" od Paula McCartneyho.

## Seznam písní
- "Fat Bottomed Girls"
- "P.Y.T. (Pretty Young Thing)"
- "When I Get You Alone"
- "My Funny Valentine"
- "Firework"
- "Silly Love Songs"

## Hrají
| Dianna Agron     | Quinn Fabray          |
| Chris Colfer     | Kurt Hummel           |
| Jane Lynch       | Sue Sylvester         |
| Jayma Mays       | Emma Pillsburry       |
| Kevin McHale     | Artie Abrams          |
| Lea Michele      | Rachel Berry          |
| Cory Monteith    | Finn Hudson           |
| Heather Morris   | Brittany Pierce       |
| Matthew Morrison | William Schuester     |
| Mike O'Malley    | Burt Hummel           |
| Amber Riley      | Mercedes Jones        |
| Naya Rivera      | Santana Lopez         |
| Mark Salling     | Noah „Puck“ Puckerman |
| Jenna Ushkowitz  | Tina Cohen-Chang      |